# Lotus 81
La Lotus 81 è una vettura di Formula 1 costruita dal team Lotus per la stagione 1980.

## Contesto e sviluppo
Progettata da Colin Chapman e Martin Ogilvie, questa vettura aveva un disegno abbastanza tradizionale a differenza di altre Lotus: la Lotus 81, infatti, è stata concepita come vettura di transizione in attesa che fosse pronta la Lotus 88. Spinta dal tradizionale Ford Cosworth DFV 3.0 V8, era una tipica vettura ad effetto suolo che adottava un telaio in lega di alluminio derivato da quello della Lotus 79, ristretto per avere più spazio per i profili aerodinamici sotto le pance laterali, e pance con un design più convenzionale. Pur garantendo parecchia deportanza, subiva troppo le sconnessioni in pista.
La Lotus 81B, schierata a partire dal Gran Premio d'Austria 1980, differiva dal primo modello per il passo aumentato a 2 819 mm e per l'adozione di alcuni rinforzi sul telaio.

## Carriera agonistica

### 1980
Nella stagione 1980 la Lotus 81 si presentò con una livrea blu dettata dal nuovo sponsor Essex Overseas Petroleum Corporation. La Lotus 81 debuttò al Gran Premio d'Argentina con alla guida il confermato Mario Andretti e il neo-arrivato Elio De Angelis in sostituzione di Carlos Reutemann.
Dal Gran Premio d'Austria venne schierata la versione 81B, affidando una terza vettura all'esordiente Nigel Mansell mentre Andretti e De Angelis continuarono a guidare la versione standard per il resto della stagione. Il miglior risultato in gara fu il secondo posto colto da De Angelis nel Gran Premio del Brasile, seconda gara della stagione. I ritiri furono frequenti. In totale, il team conquistò 14 punti iridati ed il quinto posto nel campionato costruttori.

### 1981
Nel 1981 il Team Lotus avrebbe dovuto schierare la Lotus 88, che però venne bandita prima dell'inizio della stagione. Per rimediare al problema il team schierò per le prime cinque gare stagionali le Lotus 81B, affidate alla coppia formata da Elio De Angelis e Nigel Mansell. I risultati furono due quinti ed un sesto posto con De Angelis più un terzo posto con Mansell nel Gran Premio del Belgio. Dal Gran Premio di Monaco la Lotus 81B è stata sostituita dalla Lotus 87.

## Risultati completi
| Anno | Team             | Motore            | Gomme | Piloti     |     |     |     |     |     |   |     |     |    |     |     |     |     |   | Punti | Pos. |
| ---- | ---------------- | ----------------- | ----- | ---------- | --- | --- | --- | --- | --- | - | --- | --- | -- | --- | --- | --- | --- | - | ----- | ---- |
| 1980 | Team Essex Lotus | Ford Cosworth DFV | G     | Andretti   | Rit | Rit | 12  | Rit | Rit | 7 | Rit | Rit | 7  | Rit | 8   | Rit | Rit | 6 | 14    | 5º   |
| 1980 | Team Essex Lotus | Ford Cosworth DFV | G     | De Angelis | Rit | 2   | Rit | Rit | 10  | 9 | Rit | Rit | 16 | 6   | Rit | 4   | 10  | 4 | 14    | 5º   |
| 1980 | Team Essex Lotus | Ford Cosworth DFV | G     | Mansell    |     |     |     |     |     |   |     |     |    | Rit | Rit | NQ  |     |   | 14    | 5º   |

| Anno | Team             | Motore            | Gomme | Piloti     |     |    |     |  |   |  |  |  |  |  |  |  |  |  |  | Punti | Pos. |
| ---- | ---------------- | ----------------- | ----- | ---------- | --- | -- | --- |  | - |  |  |  |  |  |  |  |  |  |  | ----- | ---- |
| 1981 | Team Essex Lotus | Ford Cosworth DFV | M     | Mansell    | Rit | 11 | Rit |  | 3 |  |  |  |  |  |  |  |  |  |  | 22    | 7º   |
| 1981 | Team Essex Lotus | Ford Cosworth DFV | M     | De Angelis | Rit | 5  | 6   |  | 5 |  |  |  |  |  |  |  |  |  |  | 22    | 7º   |

| Legenda | 1º posto     | 2º posto | 3º posto    | A punti         | Senza punti/Non class.  | Grassetto – Pole position Corsivo – Giro più veloce |
| Legenda | Squalificato | Ritirato | Non partito | Non qualificato | Solo prove/Terzo pilota | Grassetto – Pole position Corsivo – Giro più veloce |